# Alexandar Fol

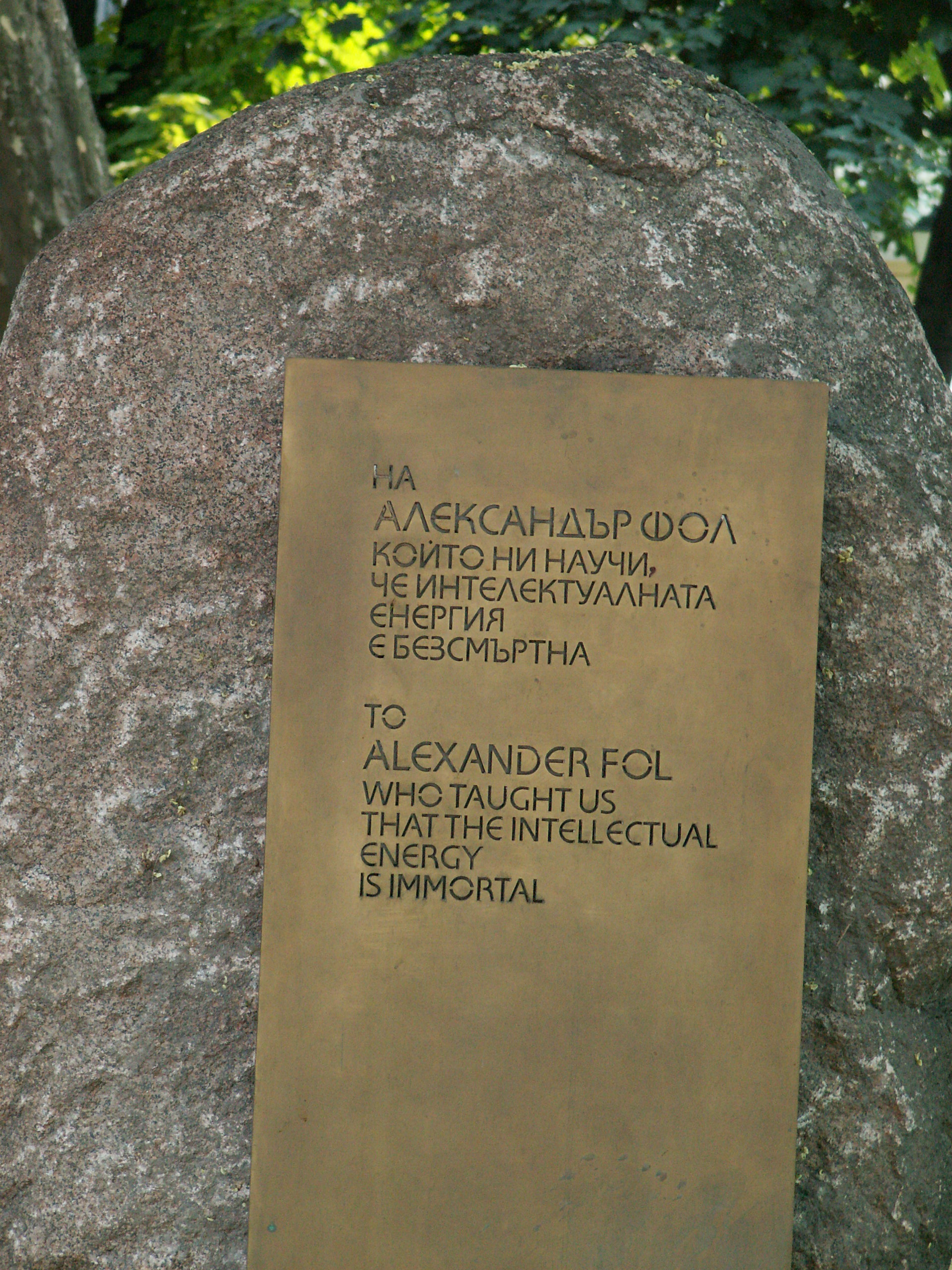
Denkmal für Alexandar Fol vor dem Thrakologischen Institut der Bulgarischen Akademie der Wissenschaften in Sofia

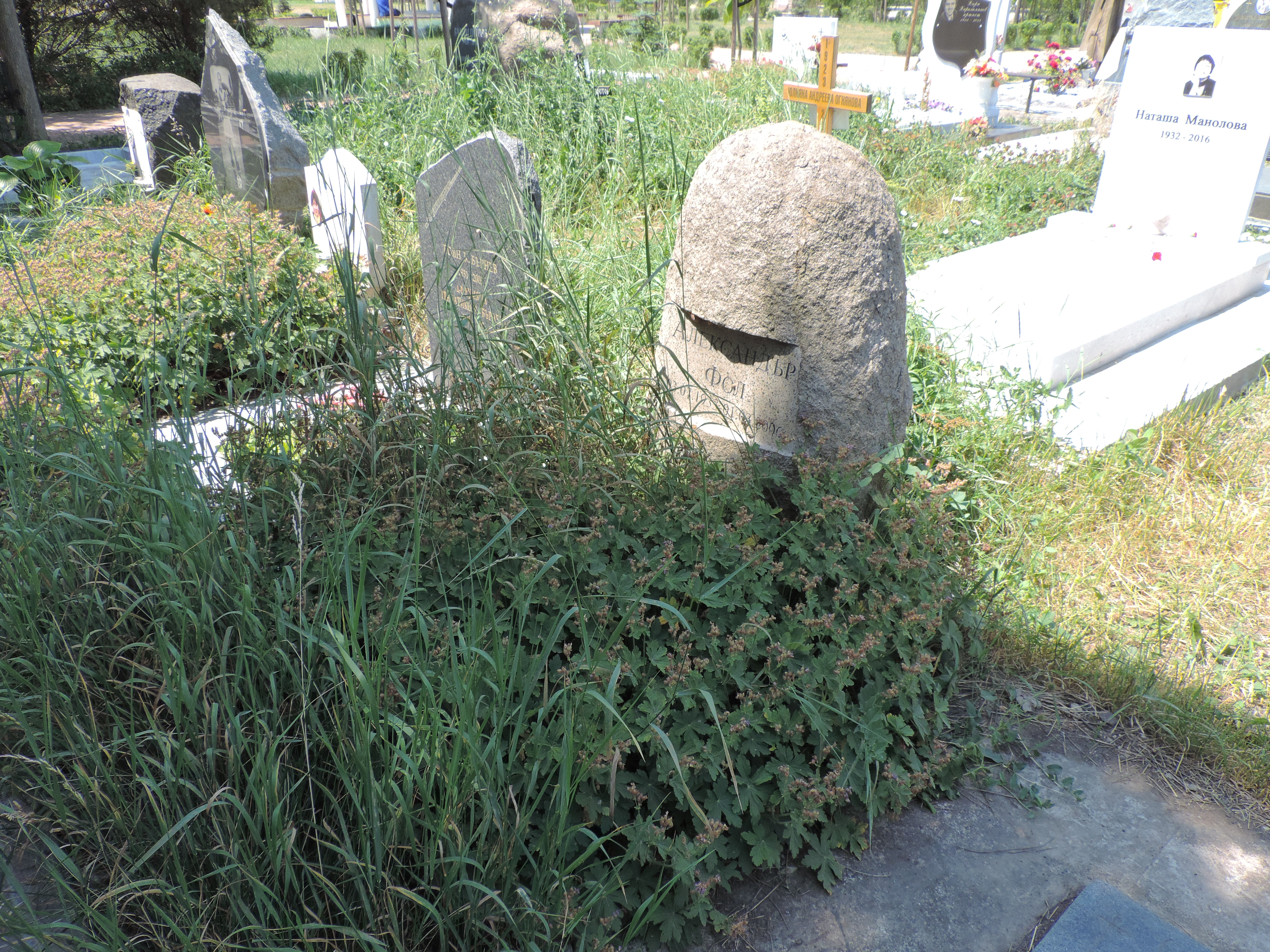
Grab von Alexandar Fol auf dem Sofioter Zentralfriedhof

Alexandar Nikolaew Fol (bulgarisch Александър Николаев Фол; * 3. Juli 1933 in Sofia, Bulgarien; † 1. März 2006 ebenda) war ein bulgarischer Historiker und Thrakologe.

## Leben
Im Jahre 1957 begann Fol das Studium der Alten Geschichte an der Historischen Fakultät der St. Kliment Ohridski-Universität in Sofia, das er im Jahre 1966 mit der Promotion abschloss. Seine Studien setzte er danach am Collège de France in Paris und im Deutschen Archäologischen Institut in Berlin fort. Ab 1972 war er als Dozent und ab 1975 als Professor tätig. Von 1980 bis 1986 war er Minister für Kultur und Bildung der Volksrepublik Bulgarien. Im Jahre 1986 erfolgte die Habilitation. Seine Forschungsgebiete lagen in der Geschichte der klassischen Welt (Griechenland und Rom), der südosteuropäischen und kleinasiatischen Kulturgeschichte und der Indogermanistik. Herausragende Arbeiten leistete er auf dem Gebiet der Thrakologie, der interdisziplinären Erforschung der Kultur und Geschichte der Thraker.
Fol war Gründungsdirektor des Instituts für Thrakologie der Bulgarischen Akademie der Wissenschaften in Sofia, das er von 1972 bis 1992 leitete und das heute seinen Namen trägt. Während dieser Zeit organisierte er die Internationalen Kongresse für Thrakologie in Sofia, Bukarest, Wien, Rotterdam, Moskau und Palma. Er war Generalsekretär des Internationalen Rates für Indoeuropäische und Thrakologische Studien. An der Universität Sofia war er zwischen 1979 und 1987 Leiter des Lehrstuhls für Alte Geschichte und Thrakologie der Historischen Fakultät und seit 1991 Professor für Kulturgeschichte Südosteuropas an der Philosophischen Fakultät.
Er war Gründer des Bulgarischen Forschungsinstituts in Wien sowie des Gymnasiums für antike Sprachen und Kultur in Sofia. Seit 1983 war er der bulgarische Leiter des archäologischen Forschungsprojektes in der Umgebung des ostbulgarischen Dorfes Drama, das von deutscher Seite unter der Leitung von Jan Lichardus vom Institut für Vor- und Frühgeschichte der Universität des Saarlandes durchgeführt wurde.
Alexandar Fol war Mitglied der Accademia Medicea in Florenz, des Deutschen Archäologischen Institutes und der Leibniz-Sozietät in Berlin, sowie der Académie Maison Internationale des Intellectuels in Paris. Er erhielt zahlreiche Gast-Professuren in England, den USA, Russland, Deutschland, Japan, Griechenland, Italien, Schweden und Frankreich. Seine Veröffentlichungen umfassen unter anderem 12 Monographien über die thrakische Politik- und Sozialgeschichte, außerdem war er Herausgeber mehrerer Schriften auf dem Gebiet der Thrakologie.
Alexandar Fol starb im März 2006 im Alter von 72 Jahren an Magenkrebs. Er wurde auf dem Sofioter Zentralfriedhof bestattet.

## Schriften (Auswahl)
- mit Iwan Marazov: Goldene Fährte Thrakien. Porträt einer schriftlosen Hochkultur. Wort und Welt Verlag, Innsbruck 1978, ISBN 3-85373-029-9.
- Der thrakische Silberschatz aus Rogozen, Bulgarien. Sofia 1988.
- Der thrakische Dionysos. Buch 1 Zagreus. Universitäts-Verlag „St. Kliment Ochridski“, Sofia 1993.
- mit Jan Lichardus, Vassil Nikolov: Die Thraker. Das goldene Reich des Orpheus. 23. Juli bis 28. November 2004, Kunst- und Ausstellungshalle der Bundesrepublik Deutschland. Zabern, Mainz 2004, ISBN 3-8053-3341-2.

Siehe die Schriftenverzeichnisse:
- Valeria Fol: List of publications by Alexander Fol. In: Thracia 15. In honorem annorum LXX Alexandri Fol (2003) S. 11–29.
- Mariyamina Tashkova-Lapteva: List of publications by Alexander Fol 2003-2008. In: Thracia 18. In Memory of Alexander Fol (2009) S. 11–13.